# Pártás tangara
A pártás tangara (Sericossypha albocristata) a madarak osztályának verébalakúak (Passeriformes) rendjébe és a tangarafélék (Thraupidae) családjába tartozó Sericossypha nem egyetlen faja.

## Rendszerezése
A fajt Frederic de Lafresnaye francia ornitológus írta le 1843-ben, a Tanagra nembe Tanagra (Lamprotes) albo-cristatus néven.

## Előfordulása
Az Andokban, Ecuador, Kolumbia, Peru és Venezuela területén honos. Természetes élőhelyei a szubtrópusi és trópusi hegyi erdők.

## Megjelenése
Testhossza 24 centiméter, testtömege 95-125 gramm.

## Természetvédelmi helyzete
Az elterjedési területe még nagyon nagy, de az erdőirtás miatt gyorsan csökken, egyedszáma is gyorsan csökken. A Természetvédelmi Világszövetség Vörös listáján sebezhető fajként szerepel.